# Betty Holberton
Frances Elizabeth "Betty" Holberton (Philadelphia, 7 maart 1917 – Rockville, 8 december 2001) was een van de zes oorspronkelijke programmeurs van de ENIAC, de eerste programmeerbare elektronische computer.

## Persoonlijk leven en opleiding
Holberton werd in 1917 geboren in Philadelphia (Verenigde Staten) als Frances Elizabeth (Betty) Snyder. Op haar eerste dag college aan de Universiteit van Pennsylvania vroeg haar wiskundeleraar of het "niet beter was dat ze thuisbleef en kinderen ging opvoeden". Holberton besloot journalistiek te gaan studeren omdat deze studie haar in staat zou stellen ver te reizen. In de jaren veertig van de twintigste eeuw was de journalistiek een van de weinige beroepen waarin je als vrouw kon gaan werken.

## Carrière
Tijdens de Tweede Wereldoorlog had het Amerikaanse leger vrouwen nodig om de ballistische trajecten van raketten en granaten te berekenen. Holberton werd aangenomen als menselijke computer aan de Moore School of Engineering aan de Universiteit van Pennsylvania. Hun werk bestond uit het berekenen van artillerietrajecten met behulp van mechanische tafelrekenmachines.
Later werd Holberton geselecteerd als een van de eerste programmeurs van de ENIAC, de eerste elektronische computer die was ontworpen om dezelfde berekeningen van artillerietrajecten uit te voeren. Ze werkte samen met vijf andere vrouwelijke ENIAC-programmeurs: Kathleen Antonelli, Jean Bartik, Ruth Teitelbaum, Frances Spence en Marlyn Meltzer. Ze voerden deze werkzaamheden uit voor het Ballistic Research Laboratory. Omdat de ENIAC een geheim project was mochten de zes programmeurs eerst niet in de kamer waar de computer stond opgesteld. Ze moesten al hun berekeningen van blauwdrukken maken in de naastgelegen kamers. Nadat ze dat een keer succesvol hadden gedaan mochten ze in het vervolg wel de kamer in waar de ENIAC stond.
Tijdens haar werk aan de ENIAC had Holberton zoveel goede ideeën tijdens haar slaap dat de andere programmeurs als grap opmerkten dat zij "meer problemen oploste in haar slaap dan anderen overdag deden."
Na de Tweede Wereldoorlog werkte Holberton bij Remington Rand en het National Bureau of Standards. Holberton was een van de ontwikkelaars van de UNIVAC, zij zorgde ervoor dat de numerieke toetsenbord naast het gewone toetsenbord werd geplaatst. En daarnaast overtuigde ze de computerbouwers dat de zwarte achterkant van de UNIVAC vervangen moest worden door de grijs-beige kleur die jarenlang de universele kleur van computers zou zijn.
In 1953 werd ze een supervisor in het Applied Math Lab van de Amerikaanse Marine in Maryland. Hier bleef ze tot 1966. Holberton ontwikkelde samen met John Mauchly de C-10 instructieset voor BINAC, over het algemeen beschouwd als het prototype van alle programmeertalen. Samen met Grace Hopper ontwikkelde ze de allereerste standaarden van de programmeertalen COBOL en FORTRAN.
Holberton overleed op 8 december in Rockville (Maryland, Verenigde Staten)

## Eerbetoon en onderscheidingen
- In 1997 ontving Holberton als enige van de zes oorspronkelijke ENIAC-programmeurs de Ada Lovelace Award, de hoogste onderscheiding die wordt gegeven door de Association of Women in Computing.[9]

- Ook in 1997 ontving Holberton ook de IEEE Computer Pioneer Award van de IEEE Computer Society voor het ontwerpen van de sort-merge generator.[10]

- In 1997 werd ze samen met de vijf andere ENIAC-programmeurs opgenomen in de Women in Technology International Hall of Fame.[11]

- In 2015 werd de Holberton School, een school voor software-ontwikkelaars, opgericht in San Francisco.[12]